# 89-й меридіан східної довготи
89-й меридіан східної довготи — лінія довготи, що лежить на 89 градуси східніше Гринвіцького меридіана. Вона проходить від Північного полюса через Північний Льодовитий океан, Азію, Індійський океан, Південний океан та Антарктиду до Південного полюса.
89-й меридіан східної довготи формує велике коло разом із 91-шим меридіаном західної довготи.

## Список географічних об'єктів, що перетинає 89° сх. д.
Починаючи на Північному полюсі та рухаючись до Південного полюса, 89-й меридіан східної довготи проходить через:
| Координати                                                 | Країна, територія або море | Примітки                                                                  |
| ---------------------------------------------------------- | -------------------------- | ------------------------------------------------------------------------- |
| 90°0′ пн. ш. 89°0′ сх. д. / 90.000° пн. ш. 89.000° сх. д.  | Північний Льодовитий океан |                                                                           |
| 81°9′ пн. ш. 89°0′ сх. д. / 81.150° пн. ш. 89.000° сх. д.  | Карське море               |                                                                           |
| 77°8′ пн. ш. 89°0′ сх. д. / 77.133° пн. ш. 89.000° сх. д.  | Росія                      | Проходить через острів Складний[ru]                                       |
| 76°58′ пн. ш. 89°0′ сх. д. / 76.967° пн. ш. 89.000° сх. д. | Карське море               |                                                                           |
| 75°26′ пн. ш. 89°0′ сх. д. / 75.433° пн. ш. 89.000° сх. д. | Росія                      |                                                                           |
| 49°29′ пн. ш. 89°0′ сх. д. / 49.483° пн. ш. 89.000° сх. д. | Монголія                   |                                                                           |
| 48°4′ пн. ш. 89°0′ сх. д. / 48.067° пн. ш. 89.000° сх. д.  | КНР                        | Сіньцзян Тибет — проходить східніше Шигацзе                               |
| 27°30′ пн. ш. 89°0′ сх. д. / 27.500° пн. ш. 89.000° сх. д. | Бутан                      |                                                                           |
| 26°56′ пн. ш. 89°0′ сх. д. / 26.933° пн. ш. 89.000° сх. д. | Індія                      | Західний Бенгал                                                           |
| 26°25′ пн. ш. 89°0′ сх. д. / 26.417° пн. ш. 89.000° сх. д. | Бангладеш                  | Приблизно на 13 км                                                        |
| 26°18′ пн. ш. 89°0′ сх. д. / 26.300° пн. ш. 89.000° сх. д. | Індія                      | Західний Бенгал — приблизно на 7 км                                       |
| 26°14′ пн. ш. 89°0′ сх. д. / 26.233° пн. ш. 89.000° сх. д. | Бангладеш                  |                                                                           |
| 25°19′ пн. ш. 89°0′ сх. д. / 25.317° пн. ш. 89.000° сх. д. | Індія                      | Західний Бенгал — приблизно на 4 км                                       |
| 25°16′ пн. ш. 89°0′ сх. д. / 25.267° пн. ш. 89.000° сх. д. | Бангладеш                  |                                                                           |
| 22°28′ пн. ш. 89°0′ сх. д. / 22.467° пн. ш. 89.000° сх. д. | Індія                      | Західний Бенгал — приблизно на 6 км                                       |
| 22°25′ пн. ш. 89°0′ сх. д. / 22.417° пн. ш. 89.000° сх. д. | Бангладеш                  | Приблизно на 11 км                                                        |
| 22°19′ пн. ш. 89°0′ сх. д. / 22.317° пн. ш. 89.000° сх. д. | Індія                      | Західний Бенгал                                                           |
| 21°37′ пн. ш. 89°0′ сх. д. / 21.617° пн. ш. 89.000° сх. д. | Індійський океан           |                                                                           |
| 60°0′ пд. ш. 89°0′ сх. д. / 60.000° пд. ш. 89.000° сх. д.  | Південний океан            |                                                                           |
| 66°20′ пд. ш. 89°0′ сх. д. / 66.333° пд. ш. 89.000° сх. д. | Антарктида                 | Проходить через Австралійську антарктичну територію (претендує Австралія) |